# 30 de Noviembre
30 de Noviembre är en ort i Mexiko.   Den ligger i kommunen Villaflores och delstaten Chiapas, i den sydöstra delen av landet, 700 km sydost om huvudstaden Mexico City. 30 de Noviembre ligger 724 meter över havet och antalet invånare är 202.
Terrängen runt 30 de Noviembre är huvudsakligen kuperad. 30 de Noviembre ligger nere i en dal. Runt 30 de Noviembre är det ganska glesbefolkat, med 28 invånare per kvadratkilometer. I omgivningarna runt 30 de Noviembre växer huvudsakligen savannskog.